# Шаматха
Шаматха (санскр. शमथ, śamatha IAST, тиб. ཞི་གནས (zhi gnas) шине, палі саматха, кит.: 止 zhǐ) — одна з технік медитації у буддизмі. Санскритське слово «шаматха» утворене з двох слів, шама і тха. «Шама» означає «мирний» або «спокійний», а «тха» відповідно «дозволяти» чи «перебувати». Таким чином термін шаматха можна перекласти як «дозволити розуму бути спокійним». У палійському каноні саматха і віпасана часто розглядаються Буддою як шлях до звільнення та архатства. Медитація шаматха часто вважається необхідною основою для опанування віпасани — «проникного бачення» та практик Махамудри в цілому.

## Техніка
Техніка виконується у семичленній позі Вайрочани. Тибетські джерела рекомендують виконувати шаматху короткими сесіями, принаймні чотири рази на день у один і той самий час. Необхідною якістю практики вважається наполегливість та постійність. 
Існують дві головні перешкоди на шляху до стану шаматхи: з одної сторони збудженість, породжена прив'язкою до думок і емоцій, а з іншого — отупіння, неясність розуму.

## Види
Медитацію шаматха поділяють на 
- шаматху з ознаками
  - шаматху з опорою
  - шаматху без опори
- шаматху без ознак.

### Шаматха з ознаками
Шаматха з ознаками є концентрацією уваги на об'єктах (полум'я, предмет, місяць) чи процесах (найпоширеніше — на диханні). У цілому, виконуючи шаматху слід запобігати надмірному збудженню, заспокоюючи розум. У разі появи сонливості слід перервати практику і підбадьоритись прогулянкою на свіжому повітрі, фізичними вправами, вправами на дихання чи омити лице холодною водою.

##### Шаматха з опорою
Практика заспокоєння розуму за допомогою об'єкта концентрації, матеріального чи ментального, або просто процесу дихання.

##### Шаматха без опори
Виконується без концентрації на будь-яких об'єктах. Полягає у розслабленості без відволікань.

Виділяють також шаматху без опори з концентрацією на диханні та без такої концентрації.

### Шаматха без ознак
Базується на двох аспектах: утриманні та розслабленні. Техніка полягає в однонаправленому встановленні і зберіганні ясності та усвідомлення без точки опори, тобто не намагаючись виробити завдяки цій медитації щось визначене. Якщо з'являється легка суєта чи легке тріпотіння думок, не слід їх придушувати чи посилювати. Слід охопити думку уважною присутністю. Відволікання та загубленість серед течій думок, коли ви не помічаєте, про що думаєте, є ознакою ослаблення уважності. Якщо розум неспокійний, стривожений або метушливий — причина полягає в нестачі розслабленості або надлишку концентрації. Слід виправити помилку і продовжити практику.

## Див також
- Самадгі
- Дг'яна